# Freke
Freke – szwedzki torpedowiec z lat 80. XIX wieku, jedna z trzech zbudowanych jednostek typu Munin. Okręt został zwodowany w 1887 roku w krajowej stoczni Finnboda Varv w Sztokholmie i w tym samym roku wcielono go do służby w Svenska marinen. W 1915 roku okręt został przeklasyfikowany na patrolowiec i oznaczony Vedettbåt n:r 16. Jednostka została skreślona z listy floty w 1923 roku.

## Projekt i budowa
„Freke” był jednym z trzech torpedowców 1. klasy typu Munin zbudowanych w krajowej stoczni Finnboda Varv w Sztokholmie . Nieznana jest data położenia stępki jednostki, a jej wodowanie odbyło się w 1887 roku.

## Dane taktyczno–techniczne
Okręt był torpedowcem o długości całkowitej 34,8 metra, szerokości całkowitej 3,8 metra i zanurzeniu 2,03 metra . Wyporność normalna wynosiła 55 ton, a pełna 66 ton . Okręt napędzany był przez pionową maszynę parową o mocy 620 KM, do której parę dostarczał jeden kocioł . Maksymalna prędkość napędzanej jedną śrubą jednostki wynosiła 18,5 węzła . Zapas zabieranego węgla wynosił 15 ton.
Uzbrojenie artyleryjskie jednostki składało się z pojedynczego działka kalibru 25 mm K/60 M84 L/57 . Okręt wyposażony był w dwie dziobowe wyrzutnie torped kalibru 381 mm .
Załoga składała się z 12 oficerów, podoficerów i marynarzy.

## Służba
„Freke” został wcielony do służby w Svenska marinen w 1887 roku, otrzymując numer taktyczny 5 (N:o 5) . W 1906 roku okręt został przeklasyfikowany na torpedowiec 2. klasy i zmieniono jego numer taktyczny na 2 (N:o 2) . W 1915 roku jednostka została po raz kolejny przeklasyfikowana, tym razem na patrolowiec, w związku z czym zdemontowano wyrzutnie torpedowe . Okręt utracił wówczas nazwę i pływał pod oznaczeniem Vedettbåt n:r 16 (V16) . Jednostka została wycofana ze służby w 1923 roku .